# Otto Nyquist
Otto Ludvig Nyquist, född 17 augusti 1835 i Drammen, död 25 augusti 1894 i Kristiania, var en norsk/svensk militär och militärskriftställare. 
Nyquist blev 1856 underlöjtnant vid infanteriet, 1875 kapten vid generalstaben, 1889 överste och kårchef samt 1890 generalmajor och chef för Trondheimska infanteribrigaden. År 1873 blev han adjutant och 1889 överadjutant hos kung Oscar II. 
Åren 1878–1890 var Nyquist redaktör för Norsk militært tidsskrift. Framstående militärskriftställare, skrev han, förutom en mängd uppsatser i nämnda tidskrift, varibland den prisbelönta avhandlingen Om infanteriets masseskydning, bland annat Om generalstabsinstitutionen (1869), Om kompaniets taktiske og administrative betydning (1870), Om Hurumlandets betydning (1879) och Norges krigspolitiske stilling (1894). År 1871 invaldes han som ledamot av svenska Kungliga Krigsvetenskapsakademien.